# Unité multiple électrique à batterie

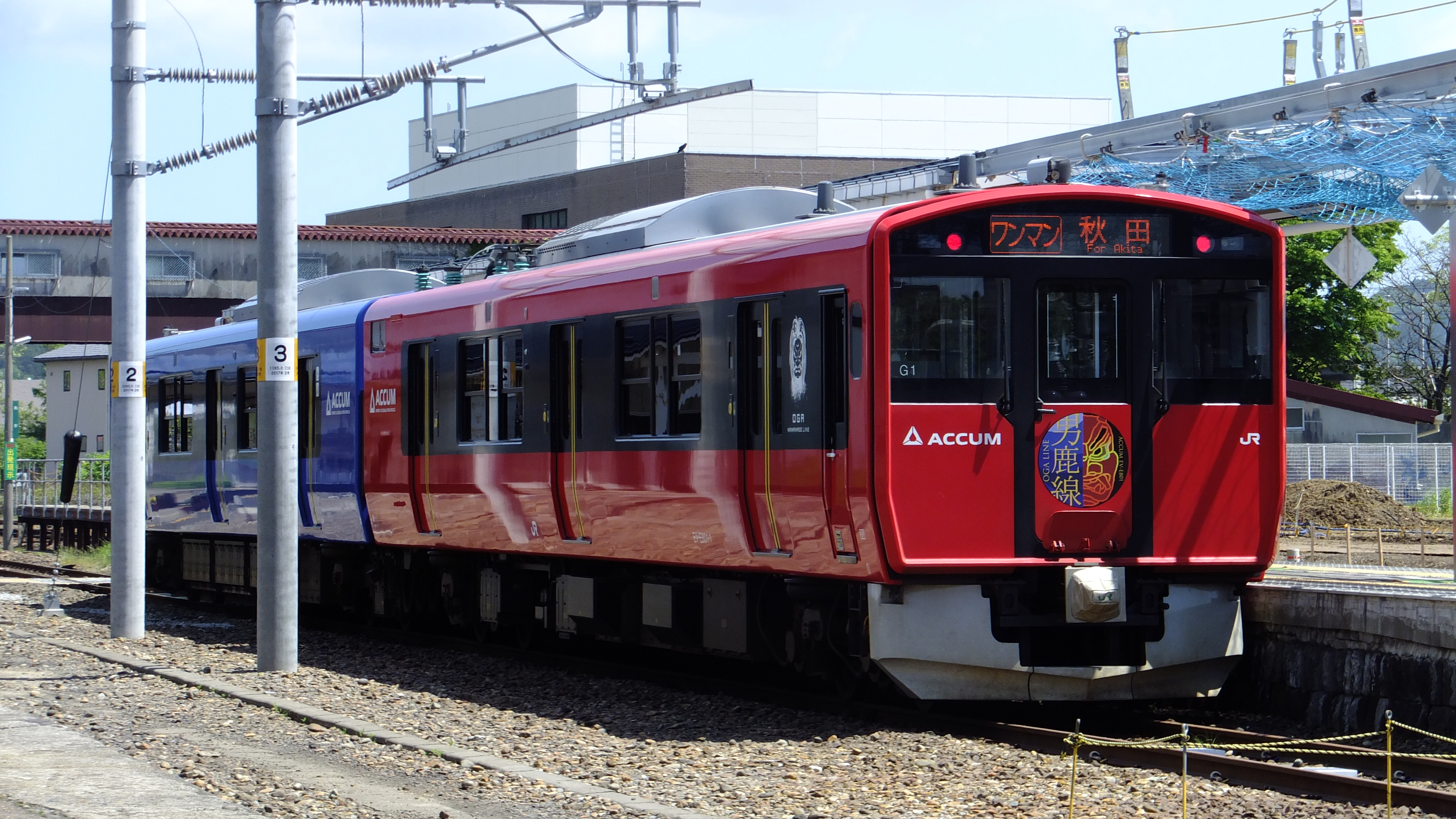
Les Japonais sont les leaders mondiaux dans les trains à batteries avec au moins 23 unités multiples électriques à batterie en exploitation courante, remplaçant les unités multiples diesel (DMU) sur les itinéraires non électrifiés ou les sections de voie non électrifiées.

Une unité multiple électrique à batteries (BEMU), automotrice électrique à batteries ou automotrice à accumulateurs est une unité multiple ou un train à entraînement électrique dont l'énergie est produite par des batteries rechargeables entraînant les moteurs de traction.

## Caractéristiques
Les principaux avantages de ces véhicules sont qu'ils n'utilisent pas de combustibles fossiles tels que le charbon ou le diesel, n'émettent pas de gaz d'échappement et n'exigent pas que le chemin de fer dispose d'infrastructures coûteuses telles qu'un troisième rail ou une caténaire.
Leurs désavantages sont le poids des batteries, qui augmente le poids du véhicule, et leur autonomie avant recharge comprise entre 300 kilomètres (186 mi) et 600 kilomètres (373 mi).
Actuellement, les unités électriques à batteries ont un prix d'achat et un coût de fonctionnement plus élevés que les trains à essence ou diesel. Une ou plusieurs stations de charge sont nécessaires le long des itinéraires où ils sont exploités, sauf s'ils sont exploités sur des itinéraires combinant des voies électrifiées et non électrifiées, les batteries étant chargées à partir de la voie électrifiée et par la récupération d'énergie lors du freinage.

## Historique
Des expériences avec des automotrice à accumulateurs, comme on les appelait alors, ont été menées vers 1890 en Belgique, en France, en Allemagne et en Italie. La mise en œuvre intégrale des trains de batteries a été entreprise avec divers degrés de succès :
- Aux États-Unis, des automotrices de type Edison-Beach, équipées de batteries nickel-fer, ont été utilisées à partir de 1911.
- En Nouvelle-Zélande, une automotrice à batterie type Edison (en) d’une autonomie de 160 kilomètres (99 mi) a fonctionné de 1926 à 1934 sur la ligne Little River Branch (en), longue de 34 kilomètres (21 mi).
- En Irlande, une batterie nickel-zinc de Drumm (en) a été utilisée sur 4 automotrices composées de 2 véhicules (en) entre 1932 et 1946 sur la Ligne Harcourt Street (en).
- En Écosse, British Railways a expérimenté des batteries au plomb sur une automotrice composée de 2 véhicules (British Rail BEMU (en)) de 1958 à 1966 sur la ligne Aberdeen-Ballater, longue de 38 milles (61 km). L’exploitation du BEMU a été un succès, mais a été déclassé en raison de la fermeture de la ligne. Le BEMU a ensuite été utilisé pour expérimenter le système de train automatique « BRATO » à Derby, puis réutilisé pour assurer un service voyageurs en véhicule tracté, en raison de l’absence de station de chargement et du coût élevé du remplacement des batteries[1].
- En Allemagne, entre 1955 et 1995, les chemins de fer de la Deutsche Bahn ont exploité avec succès 232 automotrices à batterie au plomb (DB Class ETA 150).

La technologie des batteries s'est considérablement améliorée au cours des 20 dernières années, élargissant le champ d'utilisation des trains à batteries, qui n'est plus réservée à des applications de niche. Vivarail (en) au Royaume-Uni affirme que ses trains ont une autonomie de 100 milles (161 km) sur batterie uniquement, avec un temps de charge de 10 minutes. Ces types d'autonomie et de temps de recharge des batteries élargissent considérablement le champ d'utilisation des trains à batteries ou électriques à batteries. Malgré un prix d'achat plus élevé, sur certaines lignes de chemin de fer, les trains à batteries sont économiquement viables car le coût et l'entretien très élevés de l'électrification de la ligne complète n'est plus nécessaire. Auparavant, l'incorporation de lignes non électrifiées peu utilisées dans un réseau électrifié signifiait étendre une infrastructure électrique coûteuse, rendant de nombreuses extensions non viables. Les trains électriques à batteries modernes ont la capacité de fonctionner sur les deux types de voies. Un certain nombre de réseaux de métro dans le monde ont étendu leurs lignes de métro électrifiées à l'aide de la technologie électrique à batteries, et un certain nombre de réseaux envisagent dorénavant cette option.

Depuis mars 2014, des trains à batteries de voyageurs sont en service au Japon sur un certain nombre de lignes. L'Autriche a des trains hybrides électriques par caténaires / batteries qui ont été mis en service 2019. La Grande-Bretagne a testé avec succès des trains hybrides électriques par caténaires / batteries au lithium de passagers en janvier et février 2015.

## Supercondensateurs

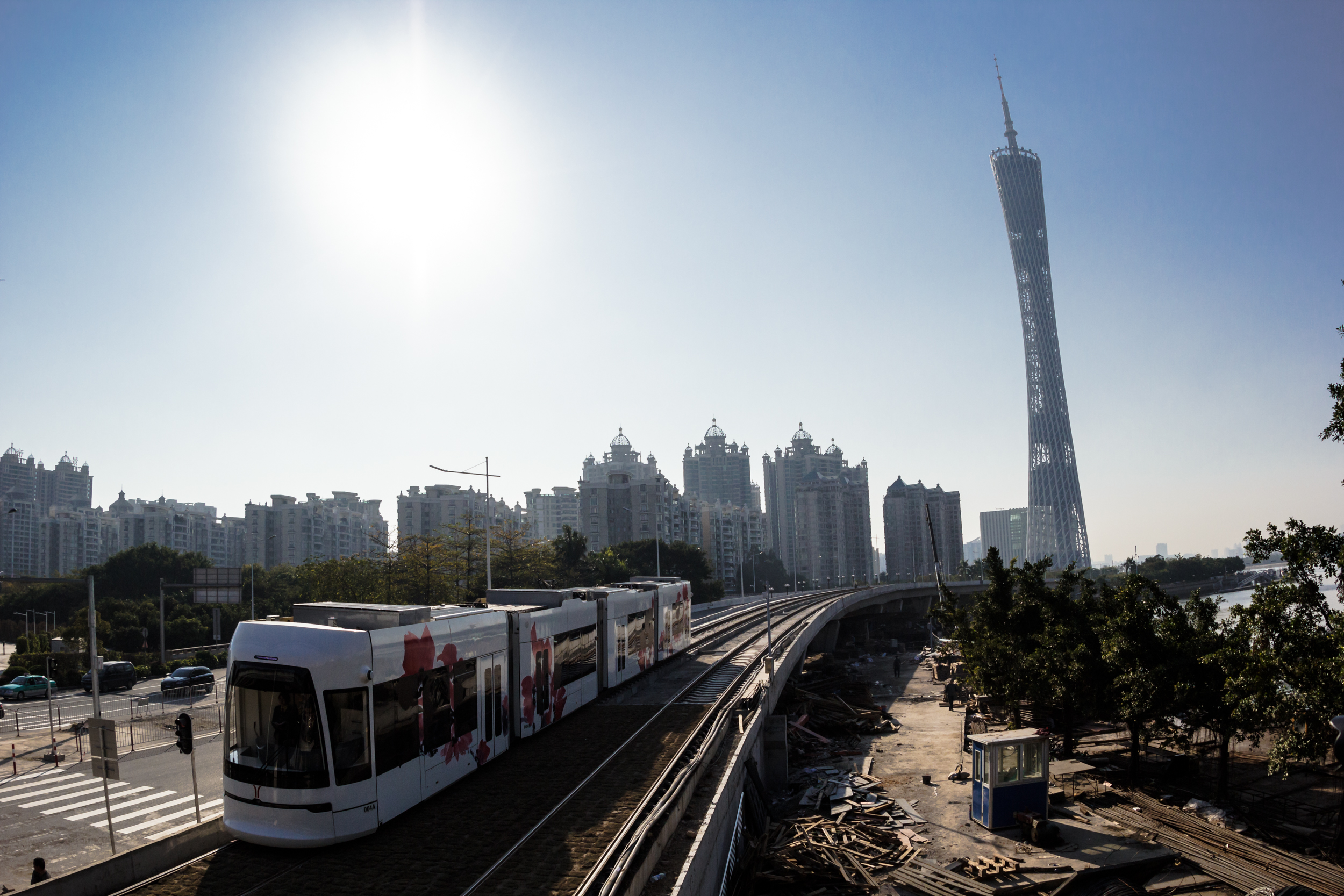
Tramways à supercondensateurs sur la ligne Haizhu Tram à Guangzhou.

Plusieurs constructeurs de tramways proposent des matériels roulants à traction par batterie combinée avec un supercondensateur, qui sont chargés à chaque arrêt. L’avantage principal de ce type de tramway est d'éviter d’installer un système d'électrification au niveau de l’infrastructure. La batterie et le supercondensateur sont chargés rapidement à chaque arrêt, ce qui permet de réduire la taille de la batterie nécessaire. Cette technologie pourrait éventuellement être utilisée dans le domaine des trains lourds.
- En Espagne, des tramways Urbos 3 de CAF ont été commandés pour le tramway de Séville (MetroCentro) avec le système accumulateur à charge rapide (es) qui utilise des sections courtes de caténaires à chaque arrêt pour la recharge. Les tramways de Séville fonctionnent depuis Pâques 2011[5].
- Au Qatar, des tramways Avieno composés de 3 caisses de Siemens vont être utilisés pour la zone Education City à Doha, la capitale du pays[6],[7]. Le réseau a été ouvert en 2010[8]. Aucune caténaire ne sera installée, car les 10 tramways seront alimentés par le système Sitras HES (Hybrid Energy Storage) de Siemens qui combine l’utilisation d’un supercondensateur avec une batterie de traction (en) chargés à chaque arrêt par une caténaire[7],[9].
- Au Portugal, un tramway Combino composé de quatre voitures, également équipé du système Sitras HES est exploité depuis novembre 2008 d'Almada à Seixa. Le tramway est capable de parcourir jusqu'à 2 500 mètres sans caténaires[7],[10].
- En Chine, plusieurs tramways ne nécessitant pas de caténaire sont exploités et se rechargent à chaque arrêt et aux terminus. La ligne de tramway de Huai'an longue de 20,3 km est ouverte depuis février 2016. La ligne est entièrement sans caténaire utilisant du matériel roulant alimentés par batterie fournis par CRRC Zhuzhou, et se rechargent à chaque arrêt[11].

## Par pays

### Australie

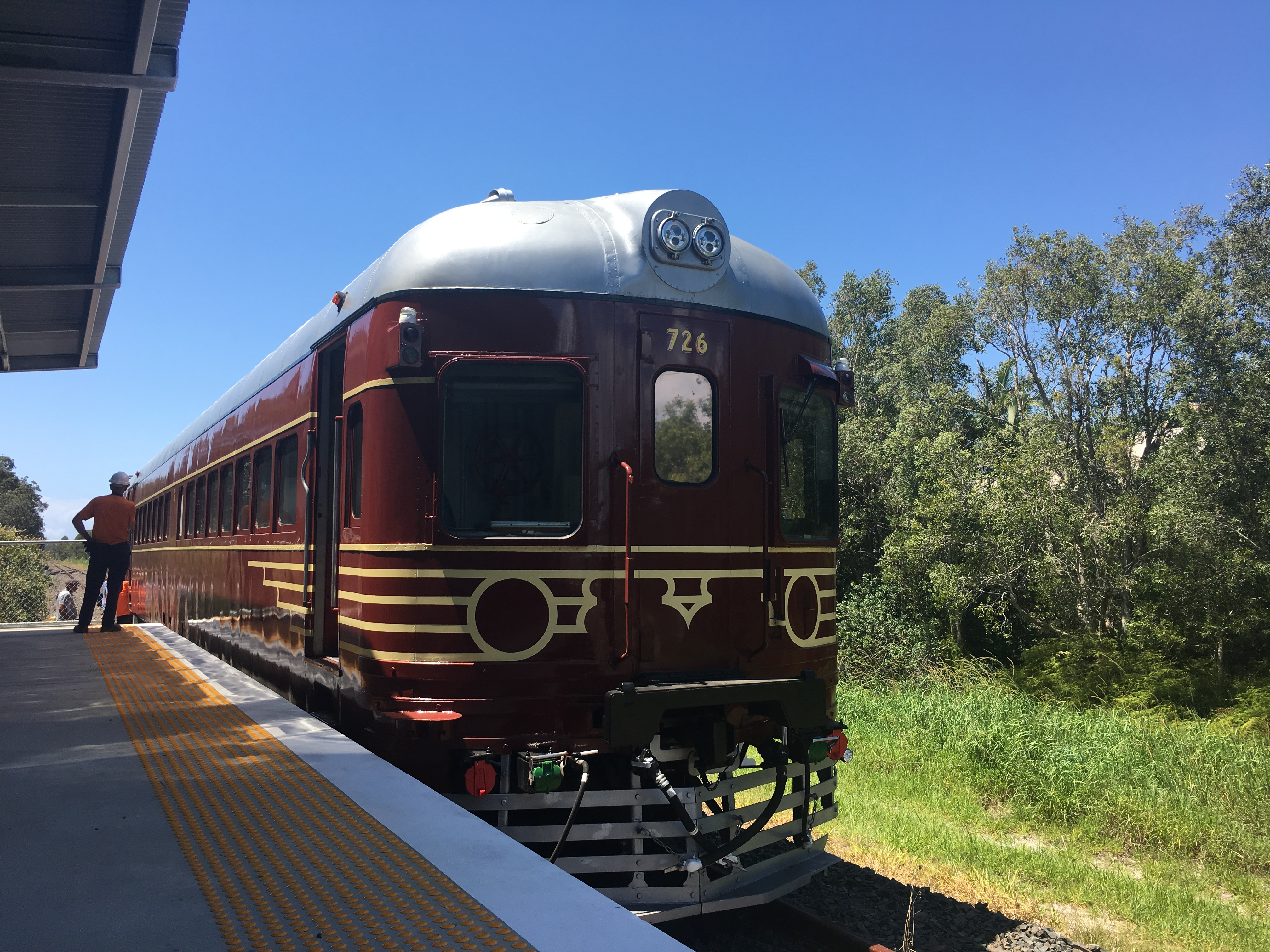
Le train solaire de Byron Bay à Byron Bay, Australie

Le service de train de Byron Bay (en) (en Nouvelle-Galles du Sud), exploite un ancien train type New South Wales 600 (en). Le train était alimenté au diesel et utilisé de 1949 à 1994. L’équipement Diesel a été retiré et remplacé par des moteurs de traction électriques, et a été équipé par des batteries de stockage de l’énergie solaire produite des panneaux solaires en toiture. Ce train solaire est exploité sur une section de ligne autrefois désaffectée de Byron Bay depuis 2017. Il s'agit probablement du premier train à énergie solaire au monde,.

Des tramways à supercondensateurs Urbos 3 de CAF sont exploités sur le réseau de tramway de Newcastle, et sont rechargés à chaque arrêt. Les réseaux de tramway de Canberra et Parramatta prévoient également de faire circuler des véhicules Urbos 3 alimentés par batterie sur leurs réseaux. Ils fonctionneront sur batterie sur certaines portions de leurs réseaux.

### Autriche

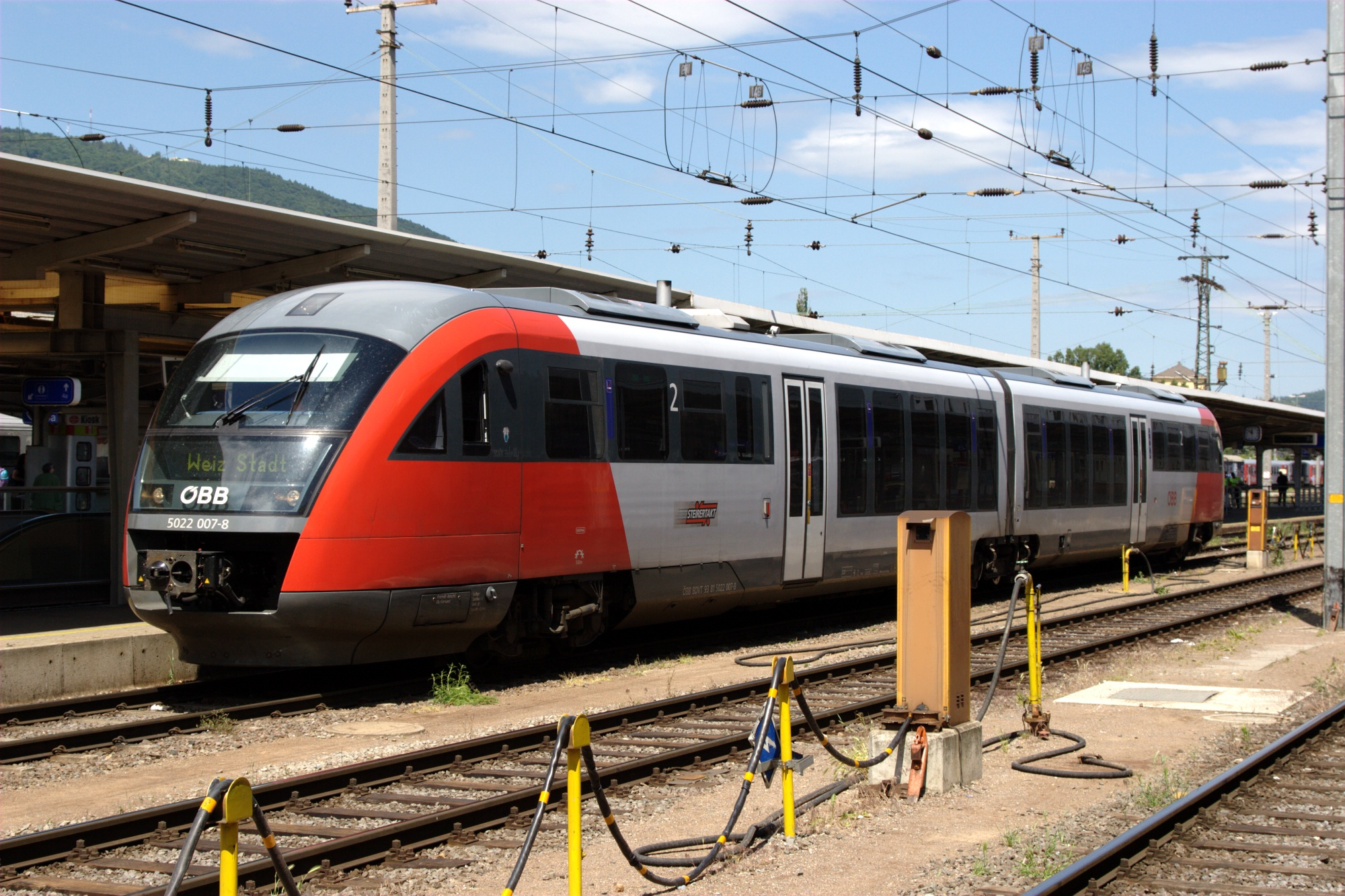
Unité électrique à batterie Siemens Desiro en essais en Autriche

Les chemins de fer fédéraux autrichiens ont commandé 189 trains Desiro ML de Siemens entre 2013 et 2020. L'un de ces trains a été converti en une unité électrique à batterie, sous la marque cityjet eco. Ce train hybride batterie/électrique est conçu pour fonctionner soit sous caténaire, soit par ses batteries avec une autonomie de 80 km pouvant atteindre une vitesse maximale de 100 km/h. Ces trains seront testés sur des lignes ferroviaires régionales et de banlieues, sur des voies électrifiées et non électrifiées. Les essais ont commencé en septembre 2019 sur la ligne de Kamp Valley entre Horn et St.Pölten,.

### Danemark

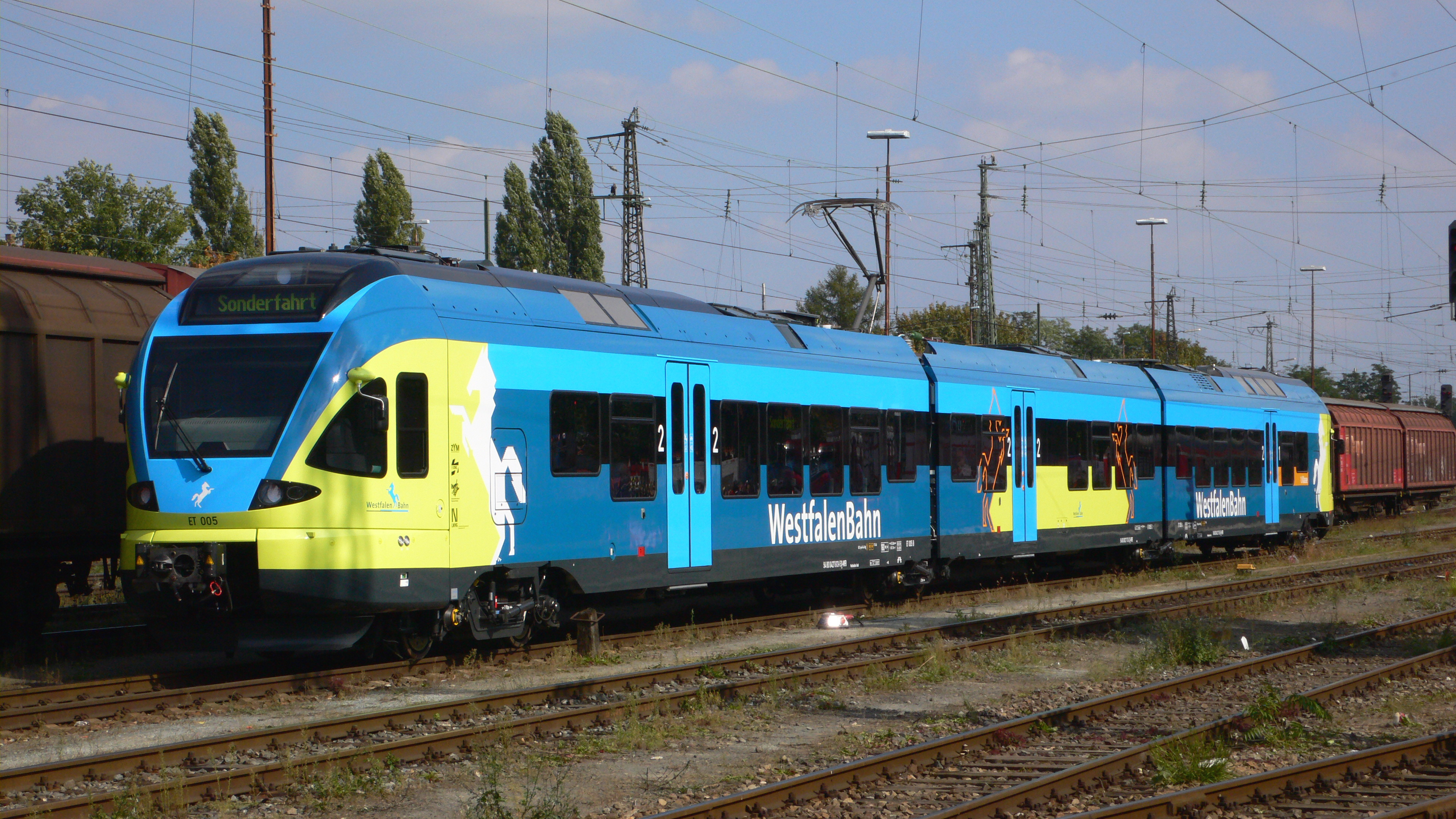
Train à batterie Stadler FLIRT Akku,en essais au Danemark

Depuis fin 2020, des trains à batteries FLIRT Akku de Stadler sont testés sur deux lignes, la ligne de 25 km de Helsingør à Hillerød en Zélande-du-Nord, et la ligne de 18 km de Lemvig dans le nord-ouest de Jutland. Si les résultats sont satisfaisants, les trains seront exploités en remplacement de ceux actuellement fonctionnant au diesel en 2025.

### Allemagne

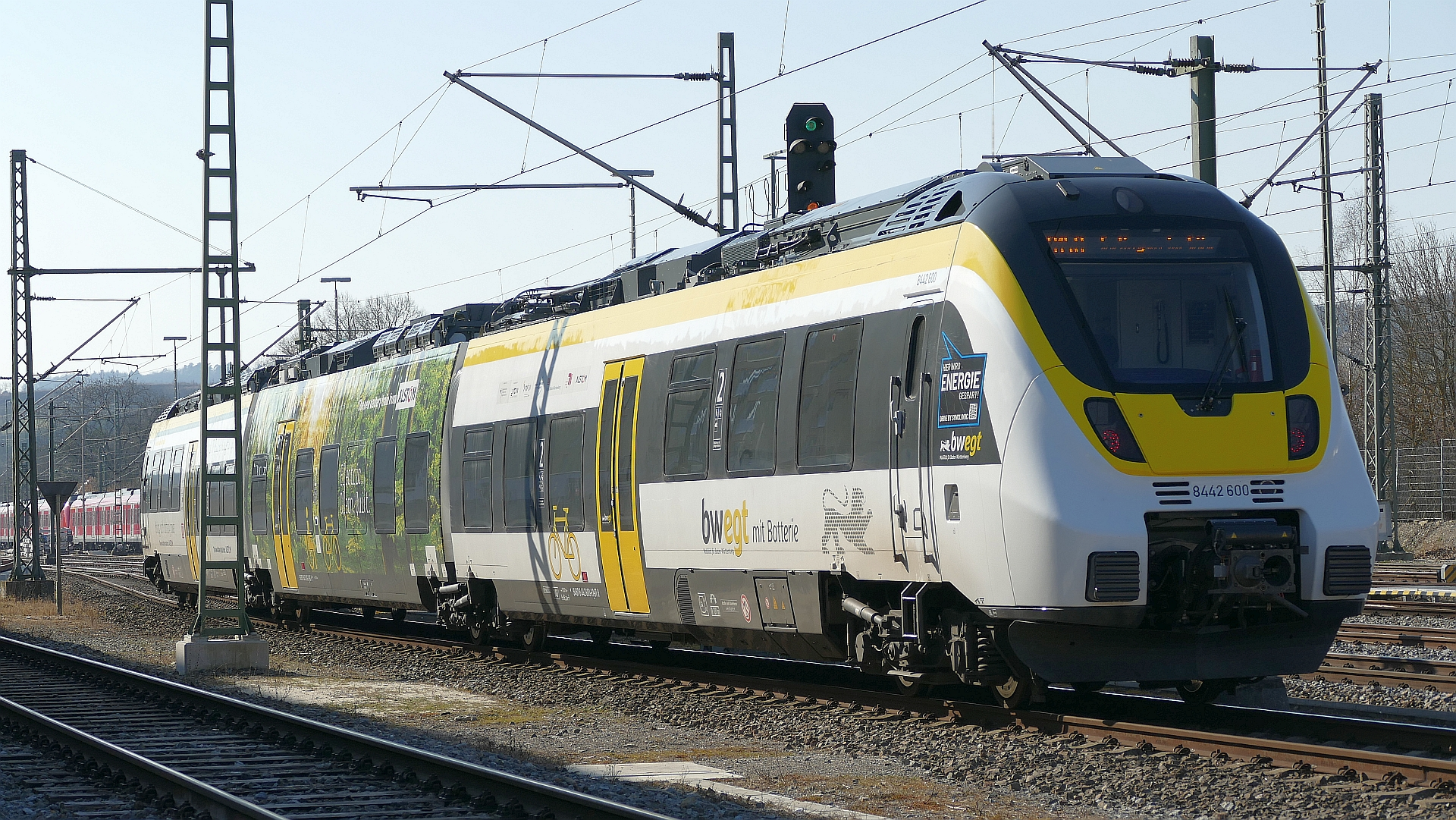
Motrice Talent 3 en cours d'expérimentation à Herrenberg.

En 2019, Bombardier et Deutsche Bahn ont testé pendant douze mois un prototype dans la région du Lac de Constance : une version améliorée de la motrice Talent 3 possédant une autonomie de 40 km hors-caténaire, grâce à des batteries embarquées. De janvier 2022 à février 2022, les tests se sont poursuivis sur le tronçon Herrenberg – Horb, et depuis sur la ligne Gunzenhausen – Pleinfeld, uniquement les week-ends. Cette dernière ligne n’étant pas électrifiée, la motrice, à la suite de la défaillance de deux des quatre accumulateurs, a dû être tractée sur les derniers kilomètres : en trois mois, cela s'est produit 18 fois. Malgré des voix dissonantes, l'expérience a été définitivement interrompue.
Stadler a présenté en 2018 une variante à accumulateurs du Flirt, dont 55 exemplaires ont été commandés en juin 2019 pour équiper le réseau secondaire du Schleswig-Holstein , et remplacer les motrices diesel à partir de 2022. Stadler devra pour cela réaménager le dépôt de locomotives de  Rendsburg.
Deutsche Bahn programme d'équiper les gares du réseau du Schleswig-Holstein de caténaires locales dans le courant de l'année 2022, pour permettre aux motrices de recharger leurs batteries lors des arrêts. Pour l'automne 2022, les gares de Kiel, Bad Oldesloe et Büchen devront avoir été équipées de nouveaux rails. En 2023, ce seront les gares de la ligne Kiel–Flensburg, entre Kiel-Central et Kiel-Hassee, et le long de la côte frisonne, celles de Heide, Husum et Tönning.

### France
En janvier 2021, Bombardier a signé un nouveau contrat de modernisation et d'introduction d'une pré-série de cinq trains à batteries type AGC d'ici 2023, en collaboration avec la SNCF et cinq régions françaises dont Auvergne-Rhône-Alpes, Hauts-de-France, Nouvelle-Aquitaine, Occitanie et Provence-Alpes-Côte d'Azur. Les 5 AGC seront transformés en unité multiple à batterie dans le cadre de la décarbonisation du transport ferroviaire français. L'idée est de convertir les trains AGC bi-mode (caténaire et diesel) en AGC bi-mode alimentés par batterie en remplacement du Diesel. Ce projet est un prototype et une possibilité à suivre pour éliminer les trains Diesel d'ici 2035, un objectif fixé par le gouvernement français et la SNCF. 

### Japon
- JR East série EV-E301
- JR East série EV-E801
- JR Kyushu série BEC819